# Chrysocharis acutigaster
Chrysocharis acutigaster is een vliesvleugelig insect uit de familie Eulophidae. De wetenschappelijke naam is voor het eerst geldig gepubliceerd in 1985 door Hansson.